# 黑胸長沫蟬
黑胸長沫蟬（学名：Philaenus nigripectus）为尖胸沫蟬科長沫蟬屬下的一个种。